# Porolissum
Porolissum era una antiga ciutat romana de Dàcia. Establerta com a campament militar l'any 106 durant les guerres dàcies de Trajà, la ciutat va créixer ràpidament gràcies al comerç amb els dacis nadius i es va convertir en la capital de la província Dàcia Porolissensis el 124. El lloc és un dels jaciments arqueològics més grans i millor conservats de la Romania actual. Es troba a vuit km de distància de la moderna ciutat de Zalău, al poble de Moigrad-Porolissum, Mirsid, comtat de Sălaj.

## Història
El 106, al començament de la seva segona guerra contra els dacis, l'emperador Trajà va establir una fortalesa militar al lloc per defensar el pas principal a través de les muntanyes dels Carpats. El fort, construït inicialment amb fusta sobre fonaments de pedra, estava guarnit amb 5.000 efectius auxiliars traslladats d'Espanya, la Gàl·lia i la Gran Bretanya. Tot i que el nom de Porolissum sembla d'origen daci, els arqueòlegs no han descobert fins ara cap evidència d'un assentament daci que precedeixi el fortí romà.
En les dècades següents, el fort va ser ampliat i reconstruït en pedra (possiblement sota el regnat de Marc Aureli) i es va desenvolupar al voltant del centre militar una canaba, un assentament civil. Quan Hadrià va crear la nova província Dàcia Porolissensis (anomenada així per la ciutat ja considerable) el 124, Porolissum es va convertir en el centre administratiu de la província. Sota l'emperador Septimi Sever, la ciutat va rebre l'estatus de municipium, cosa que va permetre als seus líders i comerciants actuar independentment. Tot i que els romans es van retirar de Dacia cap a. 271 sota Aurelià, Porolissum podria haver estat gradualment abandonat al llarg dels anys seixanta.
Tot i que la ciutat es va fundar com a centre militar en plena guerra, la guarnició de Porolissum sembla haver viscut en una convivència pacífica amb els seus veïns dacis: diversos pobles dacis que aparentment es van fundar després de la ciutat de Porolissum han estat descoberts pels arqueòlegs als turons circumdants. També hi ha algunes inscripcions que mencionen funcionaris de la ciutat amb noms romano-dacis, que indiquen una estreta cooperació en l'àmbit polític.

## Excavacions
Les obres arqueològiques limitades a Porolissum van començar al segle xix, però no va ser fins al 1977 quan els arqueòlegs romanesos van iniciar excavacions sistemàtiques a gran escala. Les excavacions de diversos equips estan en curs i han descobert restes tant de les instal·lacions militars com de la ciutat civil, inclosos banys públics, una casa de duanes, un temple de Líber Pater, un amfiteatre, una illa formada per quatre edificis i diverses cases. La porta principal (Porta Praetoria) de la fortalesa de pedra ha estat reconstruïda. Un equip conjunt nord-americà-romanès, el Porolissum Forum Project, va excavar una zona de l'assentament civil del 2004 al 2011; malgrat el nom del projecte, l'equip va confirmar que, si bé aquesta àrea tenia una funció pública, no era necessàriament un fòrum.
Des del 2006 fins al 2011, un altre projecte, "Necropolis Porolissensis", es va desenvolupar enfocat al cementiri del municipium Porolissum, al lloc conegut com a "Ursoies". Del 2008 al 2011, un equip romanès-alemany-hongarès estava excavant un edifici subterrani al centre del castell, probablement una cisterna d'aigua.
El 2015, arqueòlegs del museu del comtat de Zalău van desenterrar un sarcòfag de pedra que contenia restes esquelètiques d'un jove. El sarcòfag és inusual perquè no es va trobar al cementiri, sinó que va ser descobert per casualitat durant la restauració d'una altra part de les ruïnes. La tapa de pedra calcària té escultures habituals a l'època romana i té un forat que suggereix que la tomba va ser robada a l'antiguitat.

## Temple de Júpiter

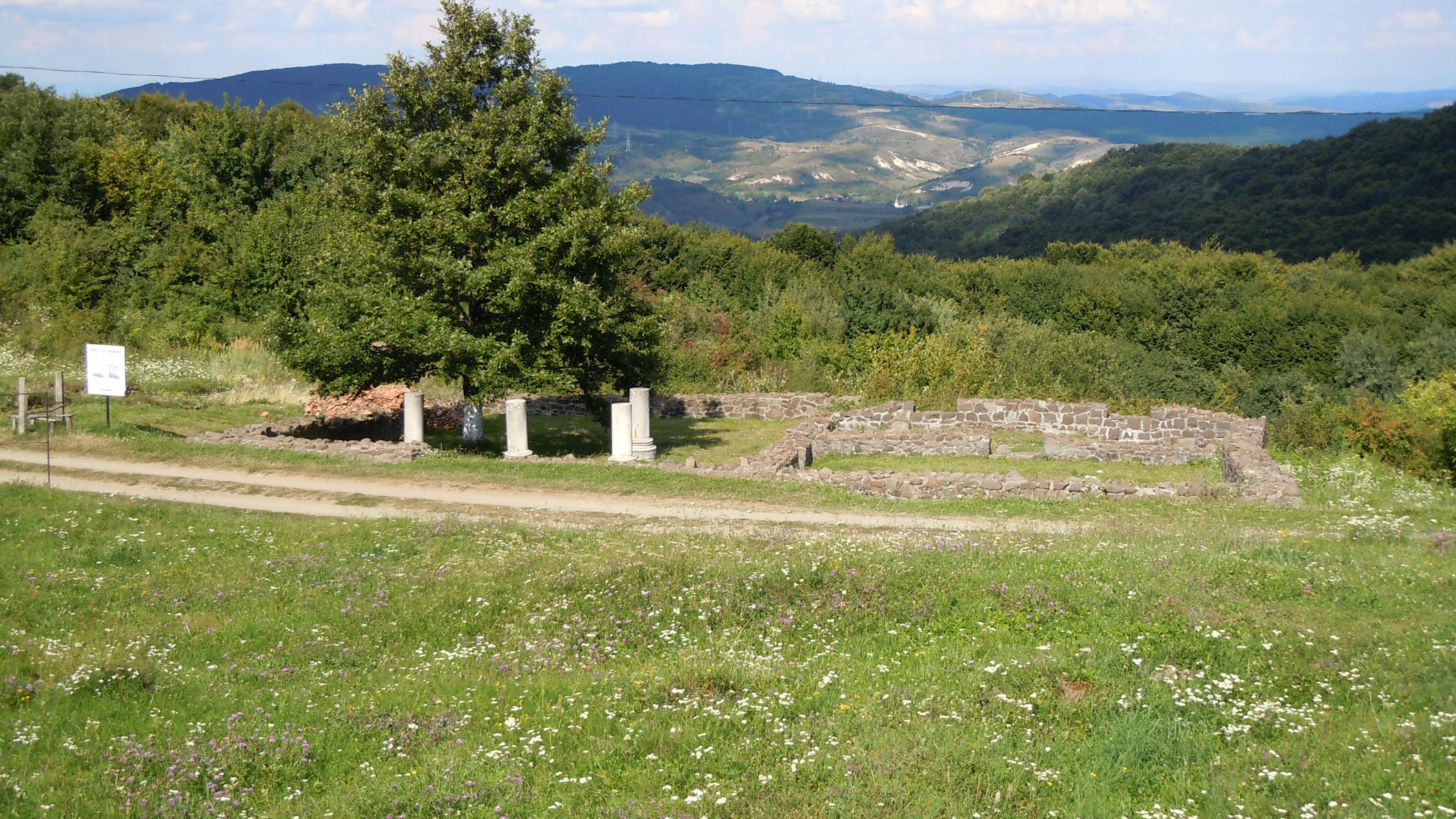
El temple de Júpiter Optimus Maximus Dolichenus

## Temple de Liber Pater

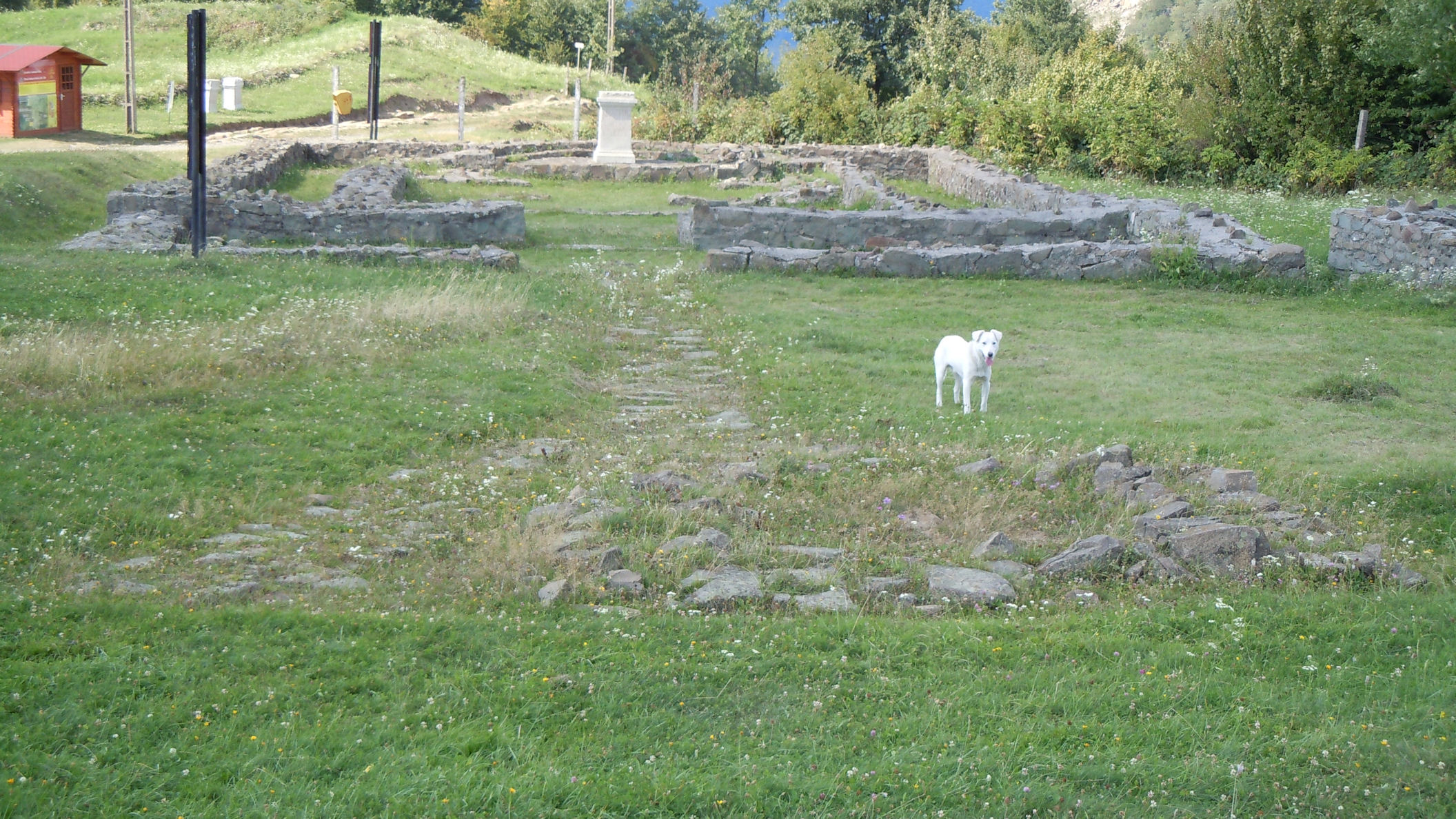
El temple de Liber Pater

## Temple de Némesis

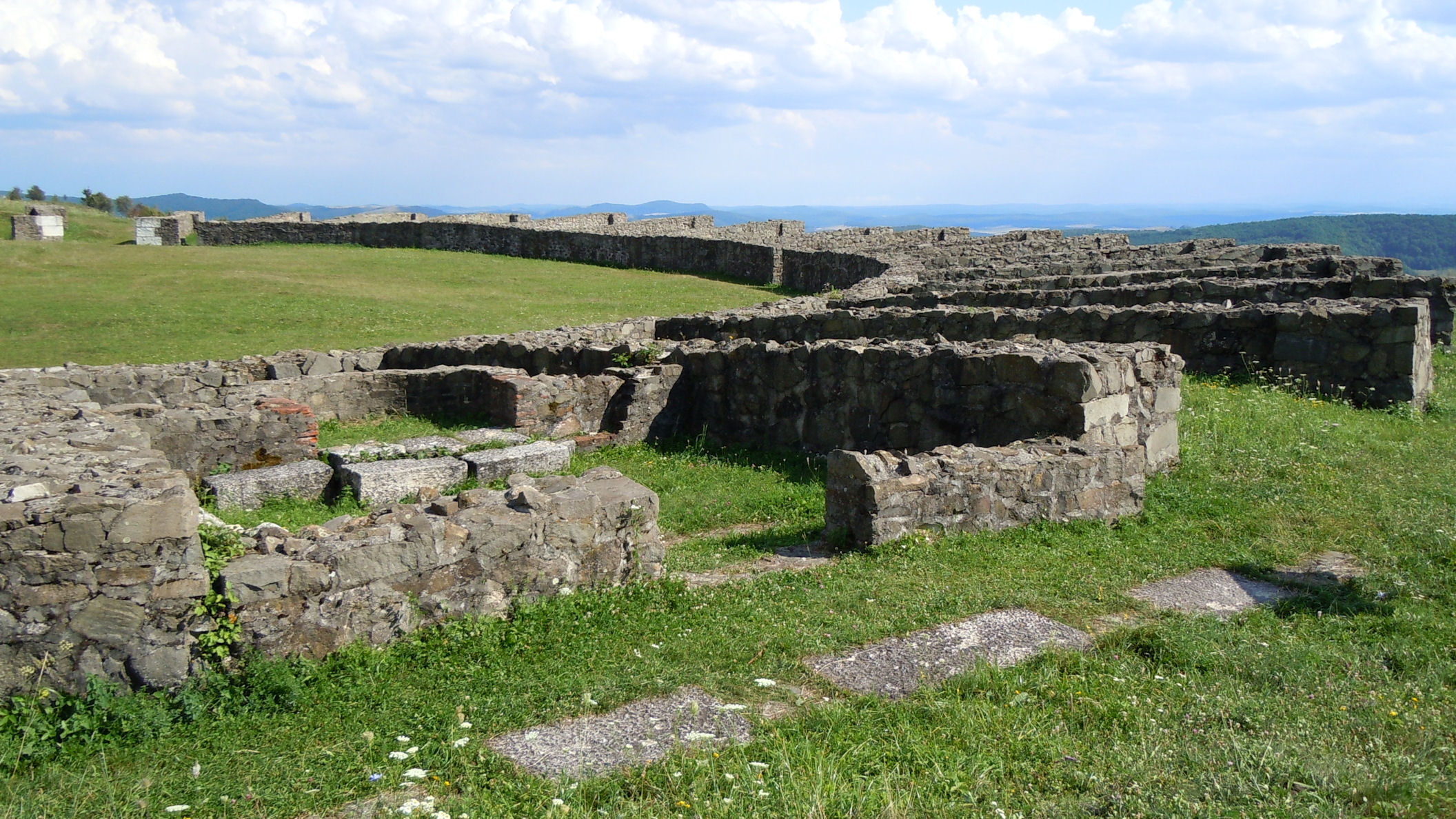
El temple de Némesis

Nèmesi era la deessa de la justícia, la fortuna i el destí. Es creia que va influir en el destí dels que sovint es trobaven amb la mort i el perill, de manera que era venerada especialment per soldats i gladiadors. Així, la deessa estava estretament lligada al món dels amfiteatres. Els llocs de culte dedicats a ella es troben prop d'amfiteatres o fins i tot incrustats a l'edifici. El santuari de Porolissum es va construir a finals del segle II o a principis del segle iii. Probablement també era un lloc de culte d'altres divinitats que estaven relacionades d'una manera o d'una altra amb les activitats de l'amfiteatre, especialment la lluita contra animals (venatio), com ara Liber Pater: déu de la vegetació i la vinya, o Silvànus: déu protector dels boscos, pastures i animals salvatges.

## Amfiteatre

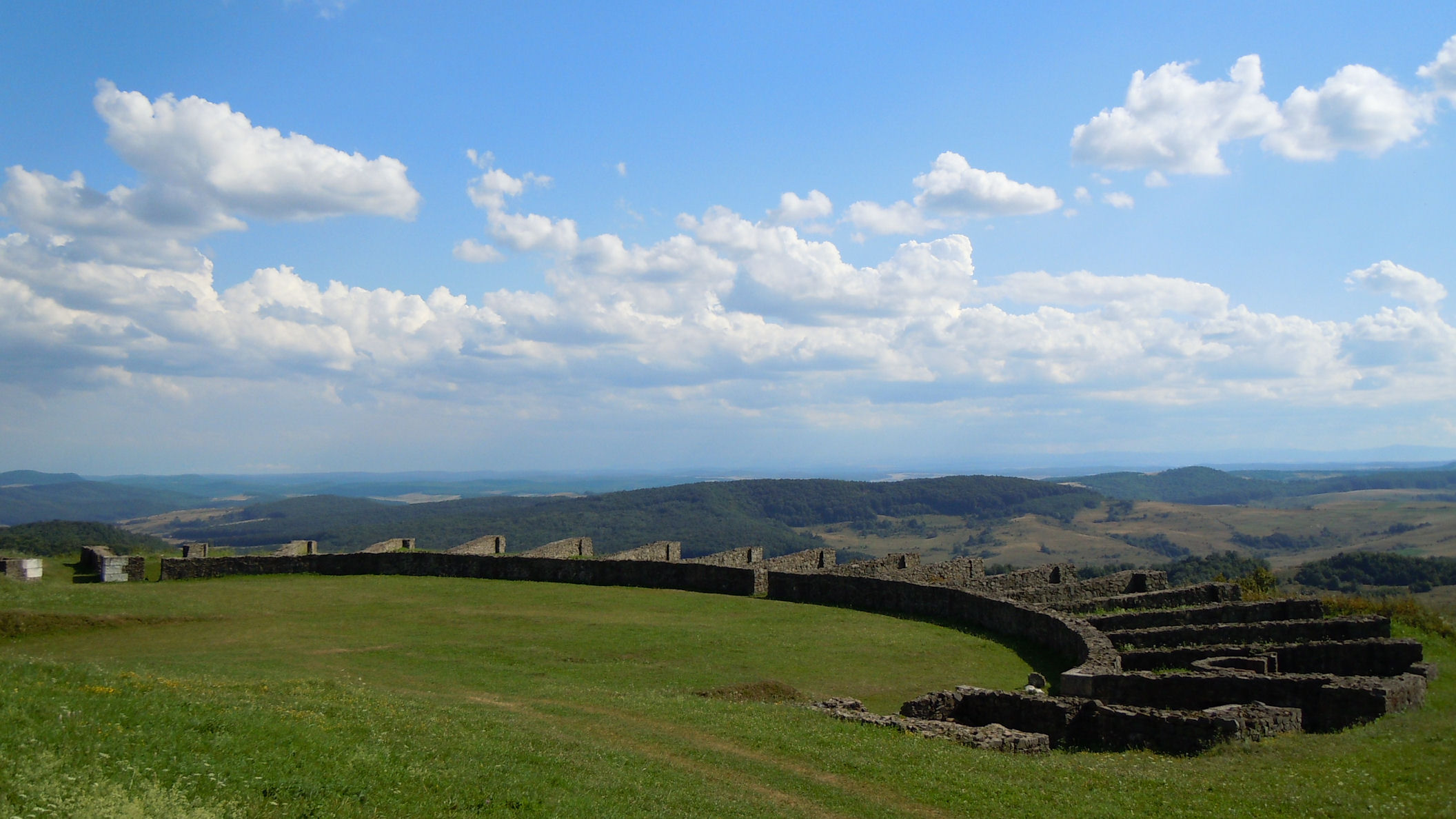
L'amfiteatre (157 dC)

L'amfiteatre es va construir com a estructura de fusta durant el regnat d'Hadrià. Més tard, el 157 dC, es va reconstruir en pedra.

## Galeria

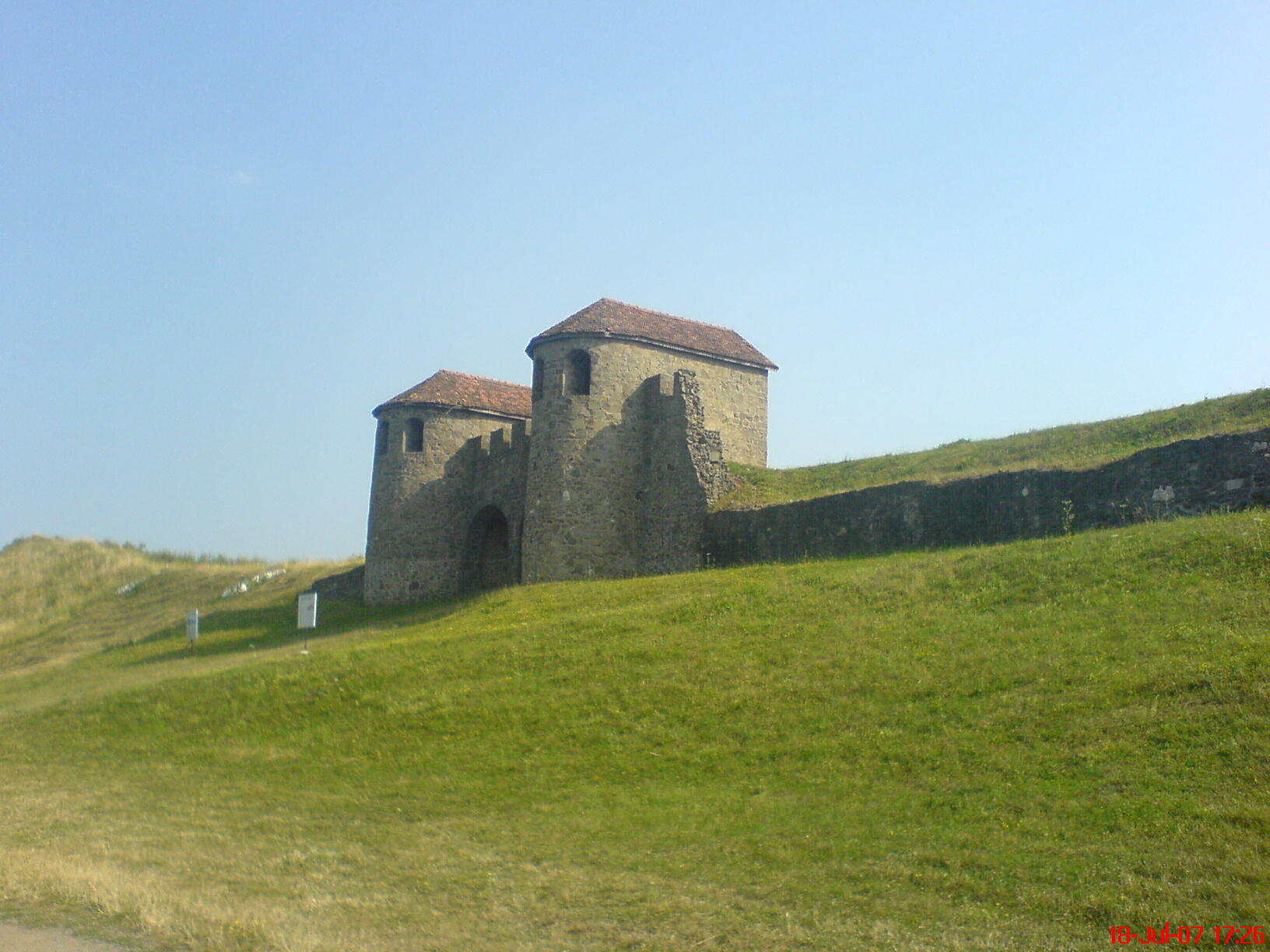
La porta reconstruïda del castrum, la Porta Praetoria, des de la distància.
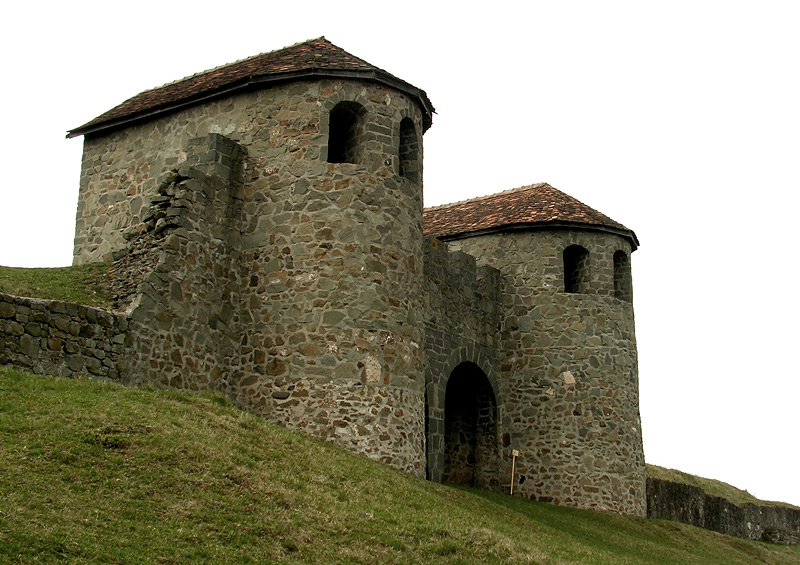
Porta Praetoria: vista des del lateral
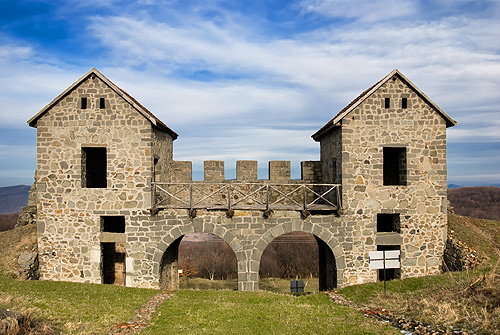
Porta Praetoria: vista des de l'interior
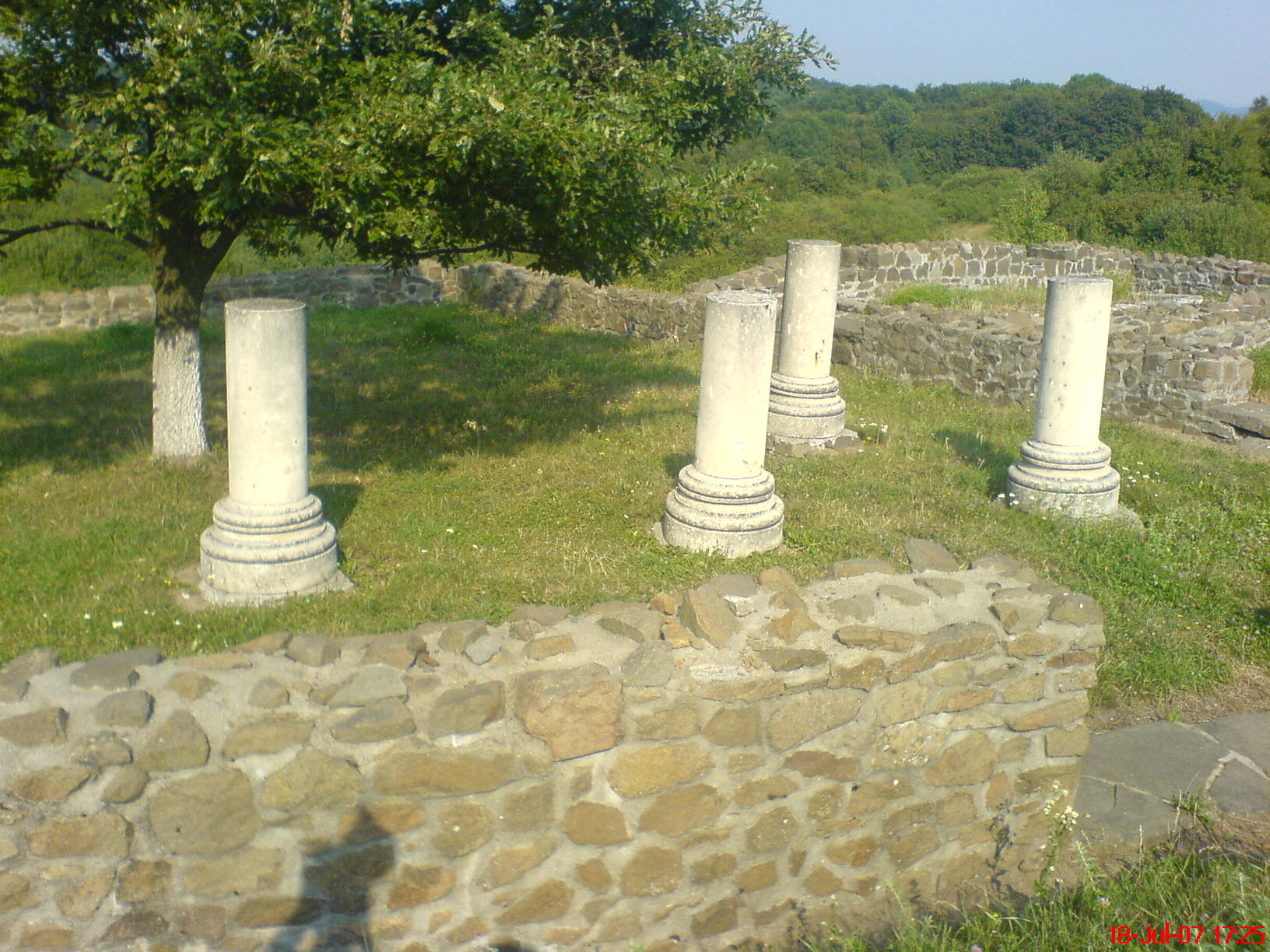
Temple de Júpiter Optimus Maximus Dolichenus

## A la cultura popular
Porolissum era l'escenari principal de la novel·la de ciència-ficció de Harry Turtledove Gunpowder Empire.